# Lucien Choury
Lucien Eugène Choury (ur. 26 marca 1898 w Courbevoie, zm. 6 maja 1987 w Neuilly-sur-Seine) – francuski kolarz torowy i szosowy, złoty medalista olimpijski.

## Kariera
Największy sukces w karierze Lucien Choury osiągnął w 1924 roku, kiedy wspólnie z Jeanem Cugnotem zdobył złoty medal w wyścigu tandemów podczas igrzysk olimpijskich w Paryżu. Był to jedyny medal wywalczony przez Choury'ego na międzynarodowej imprezie tej rangi. Na tych samych igrzyskach razem z kolegami z reprezentacji Choury zajął czwarte miejsce w drużynowym wyścigu na dochodzenie. Wystartował także w wyścigu na 50 km, ale nie zajął miejsca w czołówce. Ponadto trzykrotnie zwyciężał we francuskich zawodach Prix Houlier-Comès (1928, 1929 i 1931), a w 1928 roku wygrał również zawody cyklu Six Days w Saint-Étienne. Startował również w wyścigach szosowych, ale bez większych sukcesów. Nigdy nie zdobył medalu na szosowych ani torowych mistrzostwach świata.